# Hua (État)
Pour les articles homonymes, voir Hua.
inconnue – 627 av. J.-C.
Entités précédentes :
- inconnue

Entités suivantes :
- État de Qin

l'État de Hua ( chinois traditionnel : 滑國 ; chinois simplifié : 滑国 ; pinyin : huá guó) était un État chinois vassal de la Dynastie Zhou orientale (-770 — -256 avant notre ère). Il se situait dans l'actuelle province du Henan, sur le territoire de la ville-district de Yanshi. Il a été détruit par l'État de Qin en 627 av. J.-C.
Les vestiges de la vieille ville de l'état de Hua (zh) (春秋滑国故城遗址), dans le Bourg de Fudian (府店镇), datant de la Période des Printemps et Automnes sont situées dans le village de Huachenghe (滑城河村), à 43 km au Sud-Est du centre-ville de Yanshi. Le site s'étale sur 2,25 km, du Sud au Nord. Elles sont inscrites sur la liste des Sites historiques et culturels majeurs protégés au niveau national.